# Кузнецова (Пермский край)
Кузнецова — деревня в составе Соликамского городского округа в Пермском крае.

## Географическое положение
Деревня расположена примерно в 39 километрах по прямой на север от города Соликамск, в 3 километрах от дороги Соликамск-Красновишерск.

## Климат
Климат умеренно континентальный с холодной зимой, продолжительностью около 5 месяцев, и тёплым коротким летом. Среднегодовая температура воздуха 0,7 °C. Среднемесячная самого холодного месяца (января) −16,2 °C, самый тёплый июль +17,2 °C. Первые осенние заморозки наступают во второй декаде сентября, в отдельные годы первый заморозок может наступить в третьей декаде августа. Последние заморозки прекращаются в третьей декаде мая, иногда в первой декаде июня. Продолжительность безморозного периода в среднем составляет 117 дней. Образование устойчивого снежного покрова происходит в среднем, в I декаде ноября, в отдельные годы во II декаде октября. Средняя высота снежного покрова 62 см. Разрушение устойчивого снежного покрова отмечается, в среднем, во второй декаде апреля.

## История
До 2019 года деревня входила в Тохтуевское сельское поселение Соликамского района, после его упразднения стала рядовым населённым пунктом Соликамского городского округа.

## Население
Постоянное население составляло 55 человек (98 % русские) в 2002 году, 24 человека в 2010 году.